# Никита Хониат
Никита Хониат (на гръцки: Νικήτας Χωνιάτης) е византийски историк и висш държавен служител от втората половина на ХІІ век. Автор е на „История“ (Χρονική Διήγησις) на Византия, обхващаща периода 1118 – 1206 г. - важен исторически извор и за историята на българските земи през Средновековието. Хониат е пряк свидетел и участник в някои от описваните събития.

## Биография
Истинското му име е Никита Акоминат (Νικήτας Ακομινάτος). Роден е около средата на ХІІ век, в град Хон (Χωναί), Фригия, от чието име идва псевдонимът, с който е известен. Брат е на Михаил Хониат, митрополит на Атина. Получава добро образование в Атина и по-късно става чиновник при двора на императорите Мануил I Комнин и Алексий II Комнин. Прави успешна кариера при Исак II Ангел, в чиито опити да попречи на освобождението на българите от византийска власт участва и той. Заема постовете: велик логотет (μέγας λογοθέτης) и началник на царските спални.
В 1189 г. е управител на тема Филипопол (Пловдив) и взема участие в преговорите с водача на Третия кръстоносен поход, император Фридрих I Барбароса. 
Около 1204 г. е сенатор в Константинопол. Забягва в Никея, губейки цялото си имущество, когато столицата е превзета от участниците в Четвъртия кръстоносен поход. Служи при никейския император Теодор I Ласкарис. Тук завършва своята „История“. 
Умира около 1215 – 1217 г.
Никита Хониат е автор и на реторически произведения и писма. Сред тях е „Реч, съставена за прочитане пред кир Теодор Ласкарис...“ написана в края на 1206 г. В нея под името Йоан Мизийски (по името на областта Мизия) е упоменат цар Калоян.

## В изкуството
В романа на Умберто Еко „Баудолино“ (2000 г.) един от персонажите е Никита Хониат, представен като доверен приятел на главния герой.